# Kovách Márk Antal
Horti Kovách Márk Antal (Mándok, 1815. november 21. – Bécs, 1855. augusztus 17.) bölcseleti doktor, prémontrei kanonokrendi áldozópap és tanár.

## Életútja
A gimnáziumi és akadémiai tanfolyamot az aradi, egri és kassai tanintézetekben kitűnő sikerrel végezte. 1834-ben a jászói prémontrei rendbe lépett és ugyanott végezte hittani tanulmányait. 1838-ban a rend tagjává avatták és november 15-én áldozópappá szentelték föl. A bölcseleti tudományokból letette a szigorlatokat a pesti egyetemen és doktorrá avatták. Első alkalmaztatását mint tanfelügyelő a nagyvárad-kerületi királyi nevelő-intézetben nyerte, mely az 1838-1839. tanévben I. Ferdinánd király által visszaállíttatott. Főérdemeit azonban a tanári pályán szerezte, ahol az ügy iránti buzgalma, tudományos műveltsége, szelíd modora által tanítványainak, a szülőknek és elöljáróinak szeretetét és tiszteletét egyaránt bírta.
1841-ben a rozsnyói gimnáziumban tanított, 1842-ben a jászói intézetben volt teológiai tanár, 1843-ban a nagyváradi akadémiában a fizika tanára, 1844-ben Kassán a grammatikai osztályban, 1845-ben a mennyiségtan, a magyar nyelv és irodalom tanára a nagyváradi akadémián; a bölcseleti tanosztálynak a főgimnáziumba történt beolvasztása után 1849-ben ezen intézetnél a mennyiségtan és természettudományok tanszékét töltötte be. 1853 augusztusában a rendfőnöki választás alkalmával, őt is jelölték a rend tagjai a prelátusi méltóságra. A magyar tudomány és tudósok érdekében a szerzet őrizete alatt levő országos levéltárak igénybevételével résztvevő befolyást gyakorolt. Jelen volt a magyar természetvizsgálók pécsi (1845), kassa-eperjesi (1846) és soproni (1847.) gyűléseiben. Utazásokat tett tudományos szempontból 1847-ben Bajor-, Szász-, Poroszországban és Németország egyéb tartományaiban, 1850-ben pedig Olaszországban. 1854-ben a rozsnyói gimnázium igazgatója lett. 1855-ben a szünidőket fölhasználva egészségének helyreállítása végett Bécsbe ment, ahol augusztus 17-én érte a halál.

## Írásai
Cikkei a Religió és Nevelésben utóbb Religió cz. 1848. I. Jézus egyházának szent kormányáról, II. Egy pár őszinte szó, Kollonics-szerződés, 1849. II. A papság kényszerű állása a forradalom alatt, 1850. I. A nagyváradi egyházmegye állapota a forradalom alatt, 6 cikk, Az egyház szabadsága, A Josephinus-rendszer, II. Az egyháziak személyes mentessége ügyében, Töredékek Olaszországi utamból, 12 cikk, Sz. Norbert magdeburgi érsek és fiai, 1851. Tanodáink rendezése, 10. cikk, 1853. A katholicismus igazolása, 7 cikk, könyvismertetések az 1844-54. évf.); a nagyváradi főgymnasium Évkönyvében (1851. A nagyváradi tanintézetek története és statisztikája, 1852. A mennyiségtan gymnasiumainkban); a rozsnyói főgymnasium Tudósítványában (1854. Az őskeresztény irodalom, bevezetés).